# Макария (дъщеря на Херакъл)
Макария (на старогръцки: Μακαρία, щастие; Macaria, Makaria) в древногръцката митология e една от Хераклидите, дъщеря на героя Херакъл и Деянира (Дейанира), дъщеря на калидонския цар Ойней и Алтея, дъщеря на Тестий.
Макария е сестра на Хил, Ктесип, Глен, Онит. След смъртта на Херакъл, те бягат в Трахис при Кеик, царят на малиите, от поречието на река Сперхей, приятел на Херкъл. Евристей - враг на Херакъл, но и негов господар по волята на олимпийската богиня Хера - изисква от царя да предаде в негова власт децата му. Затова те забягват при Демофонт от Атина, царят на Атика, в резултат на което Евристей напада Атина. Един оракул казва на атиняните, че ще спечелят битката, ако пожертват едно от децата на Херакъл. Изборът им пада на Макария, която принасят в жертва на Персефона и така Евристей е победен, а синовете му - убити. Самият Евристей е убит при Скиронийските скали. Изворът, където погребват главата му е наречен на Макария.